# AI将棋
AI将棋（エーアイしょうぎ）は、コンピュータ将棋のソフトウェア。製品ラインナップはMicrosoft Windows版を中心に展開されているが、バージョンによってはMacintosh版・PlayStation 2版も販売されている。
思考エンジンには、世界コンピュータ将棋選手権の強豪ソフトとして知られる、山下宏作のソフト「YSS」を採用している。市販ソフト版は、2007年3月までは株式会社アイフォー（旧:サムシンググッド）が販売していたが、アイフォーがイーフロンティアに合併・吸収されたため、現在はイーフロンティアが開発・販売を引き継いでいる。

## プログラム内容
本ソフトはネットワークを利用した人間同士の対局機能も搭載するが、主な機能はプログラムされた仮想的な対局者との対局であり、公式の紹介でも「コンピュータ対戦型将棋ソフト」としている。
2004年に発売されたWindows版のAI将棋『AI将棋2004 for Windows』を例にとると、プレイヤーはAI接待員、AI棋士10級～1級、AI棋士初段～4段、AI長考棋士の16のレベルから自分の対局相手を選べる。また、手合いやコンピュータの戦法も居飛車・振り飛車から選ぶことが出来る。対局中、1手前に戻す「待った機能」の他に対局を分岐させ別の手を試せる「シミュレーション対局機能」、3つ以内でコンピューターが次の手を考えてくれる「次の一手機能」も搭載されている。
棋譜の印刷や保存も可能。AI将棋の棋譜(.ais)の読み込みや保存ができる他、川端将棋の棋譜(.aks)、俺の将棋の棋譜(.aos)、柿木将棋の棋譜(.kif)、.csa形式の棋譜と互換性があり読み込みや保存ができる。棋譜は読み込むと再生することができ、実際に棋譜の通り駒が動かされる。

## YSS
このソフトウェアに搭載されているコンピュータ将棋の思考エンジン（アルゴリズム）は「YSS」（「Yamashita Shogi System」の略）と呼ばれる。この思考エンジンは主に反復深化深さ優先探索を取り入れている。コンピューター将棋界では詰み探索を完璧にこなすソフトが多いが、このYSSは詰み探索部分にも反復深化深さ優先探索とハッシュテーブルを利用し簡略した方法をとっている。YSSの歴史は古く、世界コンピュータ将棋選手権には1991年に開催された第2回大会から毎年出場しており、第6回に決勝リーグが創設されて以降、第25回まで20大会連続で決勝に進出していた。しかし、第26回は二次予選10位でついに決勝進出を逃し、第27回（2017年）はエントリーせず連続出場記録も途絶えた。
世界コンピュータ将棋選手権の成績
- 優勝 - 3回（第7回（1997年）、第14回（2004年）、第17回（2007年））
- 準優勝 - 4回（第9回、第10回、第13回、第16回）

以上のように1990～2000年代のコンピュータ将棋の中で最強の部類であり、日本将棋連盟からアマチュア五段の棋力を公認されている。ただ、あくまで市販品の公認であり、2007年には将棋倶楽部24で最高R2765点を記録している。
2010年10月11日、激指、GPS将棋、Bonanza、YSSによる合議制で作られた「あから2010」が清水市代女流王将と対戦し、あから2010が勝利した。

## AI奨励会
AI将棋の特徴の一つとして、コンピュータとの対戦を重ねながら段級位をあげていく、「AI奨励会」モードがある。
名前の通り、プロ棋士の養成機関である新進棋士奨励会の制度に倣っており、「AI奨励会」では一定の成績（直近の対局での勝ち数による）を満たすと昇段・昇級できる。また、成績が伴わない場合、降段・降級もある。
AI奨励会では棋力にあわせて対局の手合いが変わり、2段級差で香落ち、3段級差で角落ち、4段級差で飛車落ちなどとなる。AI奨励会では「待った」「シミュレーション対局機能」「次の一手機能」などが使用できない。

## 通信対局
AIマッチングシステムを利用して通信対局ができる。最近のバージョンであればどのバージョンでもこのシステムを無料で利用できる。ただし、廉価版にはこの機能が搭載されていない。通信対局モードは「初心者の部屋」「中級者の部屋」「上級者の部屋」に分かれていて、自分のレベルに応じた相手と対局ができるようになっている。また他のプレイヤー同士の対局を観戦できる部屋とできない部屋に分かれている。
対局相手を募集している人に「挑戦状」を送り対局を申し込むことができるが、送られた側は拒否することも可能である。手合いは挑戦者が自由に決めることができる。

## 競技会成績
| 大会/年                    | 1991 | 1992 | 1993 | 1994 | 1996 | 1997 | 1998 | 1999 | 2000 | 2001 | 2002 | 2003 | 2004 | 2005 | 2006 | 2007 | 2008 |
| -------------------------- | ---- | ---- | ---- | ---- | ---- | ---- | ---- | ---- | ---- | ---- | ---- | ---- | ---- | ---- | ---- | ---- | ---- |
| 世界コンピュータ将棋選手権 | 5    | 4    | 4    | 3    | 4    | 1    | 5    | 2    | 2    | 5    | 8    | 2    | 1    | 4    | 2    | 1    | 4    |
| コンピュータオリンピアード |      |      |      |      |      |      |      |      | 1    |      |      | 1    |      | 2    | 1    |      |      |
| コンピュータ将棋王者決定戦 |      |      |      |      |      |      |      | 1    |      |      | 1    |      |      | 1    |      |      |      |

| 大会/年                    | 2009 | 2010 | 2011 | 2012 | 2013 | 2014 | 2015 | 2016 | 2017 | 2018 |
| -------------------------- | ---- | ---- | ---- | ---- | ---- | ---- | ---- | ---- | ---- | ---- |
| 世界コンピュータ将棋選手権 | 7    | 8    | 8    | 7    | 8    | 3    | 6    | 10   |      | 48   |
| 将棋電王トーナメント       |      |      |      |      | 3    |      |      |      |      |      |
| コンピュータオリンピアード |      |      |      |      | 2    |      |      |      |      |      |

## バージョン一覧
- AI将棋 Version 19 for Windows - 2015年11月27日 - 税込標準価格：13,500円（AI将棋18をWindows 10に対応したもので、思考ルーチンは前作と同一）
- AI将棋 Version 18 for Windows - 2011年4月1日 - 税込標準価格：12,800円
- AI将棋 Version 17 for Windows - 2009年11月27日 - DVD版とUSBメモリー版がある。
- AI将棋 Version 16 for Windows - 2008年12月5日 - 税込標準価格：13,440円
- AI将棋 Version 15 for Windows - 2008年2月22日
- AI将棋 Version 14 for Windows - 2007年4月6日
- AI将棋 Version 13 for Windows - 2005年12月29日
- AI将棋 Version 12 for Windows - 2004年12月3日
- AI将棋 優勝記念版 for Windows - 2004年7月23日
- AI将棋2004 for Windows
- AI将棋2003 - PlayStation 2版。ジェネックス発売、2003年4月24日
- AI将棋セレクション - PlayStation版。
- AI将棋2002 for Windows
- AI将棋2001 for Windows / Macintosh